# لوك تشمبرز
لوك تشمبرز (بالإنجليزية: Luke Chambers) (28 سبتمبر 1985 المملكة المتحدة - ) هو لاعب كرة قدم بريطاني، يلعب كمدافع.

## وصلات خارجية
لوك تشمبرز على موقع قاعدة بيانات كرة القدم.إي يو (الإنجليزية)
- لوك تشمبرز على موقع Soccerbase.com (لاعب) (الإنجليزية)
- لوك تشمبرز على موقع Soccerway.com (الإنجليزية)
- لوك تشمبرز على موقع عالم كرة القدم.نت (الإنجليزية)